# یواس‌اس آگنور (ای‌آرال-۳)
یواس‌اس آگنور (ای‌آرال-۳) (به انگلیسی: USS Agenor (ARL-3)) یک کشتی بود که طول آن ۳۲۸ فوت (۱۰۰ متر) بود. این کشتی در سال ۱۹۴۳ ساخته شد.